# تری مک‌درموت
تری مک‌درموت (به انگلیسی: Terry McDermott) زادهٔ ۸ دسامبر ۱۹۵۲ بازیکن فوتبال اهل انگلستان بود که سابقهٔ بازی در تیم ملی فوتبال انگلستان را در کارنامهٔ خود دارد. وی در تاریخ ۷ سپتامبر ۱۹۷۷ نخستین بازی ملی خود را در مقابل تیم ملی فوتبال سوئیس انجام داد و با حضور در ۲۵ بازی ملی، در تاریخ ۲ ژوئن ۱۹۸۲ واپسین بازی ملی‌اش را در برابر تیم ملی فوتبال ایسلند برگزار کرد.
این بازیکن توانسته در بازی‌های ملی، ۳ گل به ثمر برساند.